# Tour Colombia 2024
La 4.ª edición del Tour Colombia fue una carrera de ciclismo en ruta por etapas que se celebró entre el 6 y el 11 de febrero de 2024 en Colombia con inicio en la ciudad de Paipa y final en la ciudad de Bogotá. El recorrido constaba de un total de 6 etapas sobre una distancia total de 925,1 km.
La carrera formó parte del UCI America Tour 2024, calendario ciclístico de los Circuitos Continentales UCI dentro de la categoría 2.1. y fue ganada por el colombiano Rodrigo Contreras del NU Colombia. Completaron el podio, como segundo y tercer clasificado respectivamente, los ecuatorianos Richard Carapaz y Jonathan Caicedo.

## Equipos participantes
Tomaron parte en la carrera 24 equipos: 3 de categoría UCI WorldTeam invitados por la organización, 2 de categoría UCI ProTeam, 14 de categoría Continental y 5 selecciones nacionales. Formaron así un pelotón de 143 ciclistas de los que acabaron 125. Los equipos participantes fueron:
| WorldTeams (3)- Astana Qazaqstan Team - EF Education-EasyPost - Movistar Team ProTeams (2)- Bingoal WB - Corratec-Vini Fantini Equipos continentales (14)- GW Erco Shimano - Medellín-EPM - Orgullo Paisa - NU Colombia - Team Sistecrédito - Petrolike - Universe Cycling Team - Team Banco Guayaquil - Canel's-Java - Swift Carbon Pro Cycling Brasil - Panamá es Cultura y Valores - Colombia Potencia de la Vida-Strongman - Sidi Ali-Unlock Team - Team Saitel Equipos nacionales (5)- Colombia - Brasil - Estonia - Ecuador - Venezuela |
| |

## Recorrido
El Tour Colombia recorrió los departamentos de Boyacá, Cundinamarca y la capital Bogotá, este evento tuvo al apoyo del Ministerio del Deporte. El recorrido dispuso de seis etapas dividido en dos etapa llana, tres etapas de media montaña, y una etapa de alta montaña para un recorrido total de 925,1 kilómetros.
| Etapa     | Fecha     | Recorrido                     | type                   | Distancia (km) | Desnivel (m) | Ganador           | Líder             |
| --------- | --------- | ----------------------------- | ---------------------- | -------------- | ------------ | ----------------- | ----------------- |
| 1.ª etapa | 6 de feb  | Paipa – Duitama               | etapa llana            | 155,8          | 960 m        | Fernando Gaviria  | Fernando Gaviria  |
| 2.ª etapa | 7 de feb  | Paipa – Santa Rosa de Viterbo | etapa escarpada        | 168,6          | 2305 m       | Harold Tejada     | Harold Tejada     |
| 3.ª etapa | 8 de feb  | Tunja – Tunja                 | etapa escarpada        | 141,9          | 1694 m       | Alejandro Osorio  | Rodrigo Contreras |
| 4.ª etapa | 9 de feb  | Paipa – Zipaquirá             | etapa llana            | 181,8          | 2033 m       | Mark Cavendish    | Rodrigo Contreras |
| 5.ª etapa | 10 de feb | Cota – Alto del Vino          | etapa de media montaña | 138,3          | 3409 m       | Richard Carapaz   | Rodrigo Contreras |
| 6.ª etapa | 11 de feb | Sopó – Bogotá                 | etapa escarpada        | 138,7          | 1949 m       | Jhonatan Restrepo | Rodrigo Contreras |

## Principales invitados
Como parte del pelotón internacional, los principales invitados fueron:
- Mark Cavendish (Astana Qazaqstan). El ciclista británico de 38 años llega por primera vez a la carrera como una de las estrellas más destacadas. Cavendish ha ganado un total de 161 carreras profesionales, lo que lo convierte en el tercer ciclista con más victorias de todos los tiempos. También es el ciclista con más victorias de etapa en el Tour de Francia entre los ciclistas británicos. Además, Cavendish es un ciclista muy popular en el Reino Unido. Es conocido por su estilo combativo en la carretera y su capacidad para ganar carreras en los sprints finales.
- Richard Carapaz (EF Education-EasyPost). El ciclista ecuatoriano de 30 años, histórico vencedor del Giro de Italia 2019 y campeón de la medalla de oro en la carrera de ruta masculina de los Juegos Olímpicos de Tokio 2020, vuelve nuevamente al Tour Colombia como un corredor con mucha más experiencia en el pelotón internacional y en la que han hecho de Carapaz un héroe nacional en su natal Ecuador como un ejemplo para los jóvenes ciclistas ecuatorianos y que inspira a muchos a seguir sus pasos.
- Alexey Lutsenko (Astana Qazaqstan). El ciclista kazajo de 31 años llega por primera vez a la carrera como la principal figura del ciclismo kazajo. Lutsenko es un ciclista muy versátil y completo que puede desenvolverse bien en diferentes terrenos y situaciones de carrera, lo que lo convierte en un ciclista peligroso para sus rivales con su espíritu luchador que lo empuja al máximo en cada carrera.

Como parte del pelotón nacional, los principales invitados fueron:
- Egan Bernal (Selección nacional de Colombia). El ciclista colombiano de 27 años, primer latinoamericano en ganar el Tour de Francia, regresa al Tour Colombia como líder de la selección nacional de ciclismo, iniciando su preparación con el objetivo de recobrar el nivel alcanzado en temporadas anteriores.[9]
- Rigoberto Urán (EF Education-EasyPost). El ciclista colombiano de 36 años, doble subcampeón del Giro de Italia, segundo en el Tour de Francia 2017 y tercero en la edición inaugural con victoria de etapa, regresa a la carrera en su última temporada como ciclista profesional para buscar despedirse del ciclismo en su propia tierra.[10]
- Nairo Quintana (Movistar Team. El ciclista tunjano de 33 años regresa a la competición de alto nivel para buscar recuperar su mejor forma y volver a ganar carreras importantes. Nairo ha tenido un par de temporadas difíciles, pero sigue siendo un ciclista muy talentoso y con un gran potencial.
- Esteban Chaves (EF Education-EasyPost. El ciclista colombiano de 34 años, subcampeón del Giro de Italia 2016, tercero en la Vuelta a España 2016 y ganador del Giro de Lombardía en 2016, primer y único monumento de ciclismo ganado por un ciclista de Latinoamérica, llega a ésta nueva temporada con la motivación adicional de ser el Campeón Nacional de Ruta de Colombia 2023. Este título le da impulso y confianza para afrontar los desafíos del año.
- Santiago Umba (Astana Qazaqstan). El ciclista colombiano de 21 años comenzó a competir en el ciclismo desde muy joven, y rápidamente demostró su talento, por tal motivo este es su primer año en el ciclismo de élite UCI WorldTour, y es el llamado a ser el relevo generacional del ciclismo colombiano. Umba Llega por primera vez a la carrera para competir al más alto nivel y poder ganar carreras importantes en el futuro.
- Sergio Luis Henao. El ciclista antioqueño de 36 años regresa a las carreteras colombianas bajo el nuevo equipo NU Colombia. Sergio Luis es doble ganador de los Campeonatos de Colombia en Ruta en el 2017 y 2018, y ahora de nuevo en el pelotón nacional trae toda su experiencia en el profesionalismo como un escalador nato buscando liderar al equipo colombiano en las grandes carreras.[11]

## Desarrollo de la carrera

### 1.ª etapa
| Paipa - Duitama | etapa llana | (155,8 km) |

| \| Clasificación de la etapa \| Clasificación de la etapa \| Clasificación de la etapa \| Clasificación de la etapa \| Clasificación de la etapa \| \| Ciclista \| Ciclista \| Equipo \| Tiempo \| \| \| ------------------------- \| ------------------------- \| --------------------------- \| ------------------------- \| ------------------------- \| \| 1.º \| Fernando Gaviria \| Movistar Team \| 3 h 11 min 39 s \| \| \| 2.º \| Davide Persico \| Bingoal WB \| + 0 s \| \| \| 3.º \| Mark Cavendish \| Astana Qazaqstan Team \| + 0 s \| \| \| 4.º \| Nelson Soto Martínez \| Petrolike \| + 0 s \| \| \| 5.º \| Jhonatan Restrepo \| Colombia \| + 0 s \| \| \| 6.º \| Juan Diego Hoyos \| Team Sistecrédito \| + 0 s \| \| \| 7.º \| Andrea Piccolo \| EF Education-EasyPost \| + 0 s \| \| \| 8.º \| Niccolò Bonifazio \| Team Corratec-Vini Fantini \| + 0 s \| \| \| 9.º \| Christofer Jurado \| Panamá es Cultura y Valores \| + 0 s \| \| \| 10.º \| Franklin Archibold \| Panamá es Cultura y Valores \| + 0 s \| \| |                      |                             |                 |
| |                      |                             |                 |
| Fuente: ProCyclingStats |                      |                             |                 |
| Clasificación de la etapa |                      |                             |                 |
| Ciclista | Ciclista             | Equipo                      | Tiempo          |
| 1.º | Fernando Gaviria     | Movistar Team               | 3 h 11 min 39 s |
| 2.º | Davide Persico       | Bingoal WB                  | + 0 s           |
| 3.º | Mark Cavendish       | Astana Qazaqstan Team       | + 0 s           |
| 4.º | Nelson Soto Martínez | Petrolike                   | + 0 s           |
| 5.º | Jhonatan Restrepo    | Colombia                    | + 0 s           |
| 6.º | Juan Diego Hoyos     | Team Sistecrédito           | + 0 s           |
| 7.º | Andrea Piccolo       | EF Education-EasyPost       | + 0 s           |
| 8.º | Niccolò Bonifazio    | Team Corratec-Vini Fantini  | + 0 s           |
| 9.º | Christofer Jurado    | Panamá es Cultura y Valores | + 0 s           |
| 10.º | Franklin Archibold   | Panamá es Cultura y Valores | + 0 s           |

| \| Clasificación general \| Clasificación general \| Clasificación general \| Clasificación general \| Clasificación general \| \| Ciclista \| Ciclista \| Equipo \| Tiempo \| \| \| --------------------- \| --------------------- \| ------------------------------- \| --------------------- \| --------------------- \| \| 1.º \| Fernando Gaviria \| Movistar Team \| 3 h 11 min 29 s \| \| \| 2.º \| Davide Persico \| Bingoal WB \| + 4 s \| \| \| 3.º \| Mark Cavendish \| Astana Qazaqstan Team \| + 6 s \| \| \| 4.º \| David Santiago Gómez \| Team Sistecrédito \| + 6 s \| \| \| 5.º \| Lauro Chaman \| Swift Carbon Pro Cycling Brasil \| + 6 s \| \| \| 6.º \| Brayan Sánchez \| Team Medellín \| + 9 s \| \| \| 7.º \| Nelson Soto Martínez \| Petrolike \| + 10 s \| \| \| 8.º \| Jhonatan Restrepo \| Colombia \| + 10 s \| \| \| 9.º \| Juan Diego Hoyos \| Team Sistecrédito \| + 10 s \| \| \| 10.º \| Andrea Piccolo \| EF Education-EasyPost \| + 10 s \| \| |                      |                                 |                 |
| |                      |                                 |                 |
| Fuente: ProCyclingStats |                      |                                 |                 |
| Clasificación general |                      |                                 |                 |
| Ciclista | Ciclista             | Equipo                          | Tiempo          |
| 1.º | Fernando Gaviria     | Movistar Team                   | 3 h 11 min 29 s |
| 2.º | Davide Persico       | Bingoal WB                      | + 4 s           |
| 3.º | Mark Cavendish       | Astana Qazaqstan Team           | + 6 s           |
| 4.º | David Santiago Gómez | Team Sistecrédito               | + 6 s           |
| 5.º | Lauro Chaman         | Swift Carbon Pro Cycling Brasil | + 6 s           |
| 6.º | Brayan Sánchez       | Team Medellín                   | + 9 s           |
| 7.º | Nelson Soto Martínez | Petrolike                       | + 10 s          |
| 8.º | Jhonatan Restrepo    | Colombia                        | + 10 s          |
| 9.º | Juan Diego Hoyos     | Team Sistecrédito               | + 10 s          |
| 10.º | Andrea Piccolo       | EF Education-EasyPost           | + 10 s          |

### 2.ª etapa
| Paipa - Santa Rosa de Viterbo | etapa escarpada | (168,6 km) |

| \| Clasificación de la etapa \| Clasificación de la etapa \| Clasificación de la etapa \| Clasificación de la etapa \| Clasificación de la etapa \| \| Ciclista \| Ciclista \| Equipo \| Tiempo \| \| \| ------------------------- \| ------------------------- \| -------------------------------------- \| ------------------------- \| ------------------------- \| \| 1.º \| Harold Tejada \| Astana Qazaqstan Team \| 4 h 02 min 07 s \| \| \| 2.º \| Andrea Piccolo \| EF Education-EasyPost \| + 0 s \| \| \| 3.º \| Óscar Sevilla \| Team Medellín \| + 0 s \| \| \| 4.º \| Rodrigo Contreras \| NU Colombia \| + 0 s \| \| \| 5.º \| Edgar Pinzón \| GW Erco Shimano \| + 0 s \| \| \| 6.º \| Robinson Chalapud \| Team Banco Guayaquil-Bianchi \| + 0 s \| \| \| 7.º \| Yeison Reyes \| Team Sistecrédito \| + 0 s \| \| \| 8.º \| César David Guavita \| Colombia Potencia de la Vida-Strongman \| + 0 s \| \| \| 9.º \| Harold Martín López \| Astana Qazaqstan Team \| + 23 s \| \| \| 10.º \| Brandon Rivera \| Colombia \| + 23 s \| \| |                     |                                        |                 |
| |                     |                                        |                 |
| Fuente: ProCyclingStats |                     |                                        |                 |
| Clasificación de la etapa |                     |                                        |                 |
| Ciclista | Ciclista            | Equipo                                 | Tiempo          |
| 1.º | Harold Tejada       | Astana Qazaqstan Team                  | 4 h 02 min 07 s |
| 2.º | Andrea Piccolo      | EF Education-EasyPost                  | + 0 s           |
| 3.º | Óscar Sevilla       | Team Medellín                          | + 0 s           |
| 4.º | Rodrigo Contreras   | NU Colombia                            | + 0 s           |
| 5.º | Edgar Pinzón        | GW Erco Shimano                        | + 0 s           |
| 6.º | Robinson Chalapud   | Team Banco Guayaquil-Bianchi           | + 0 s           |
| 7.º | Yeison Reyes        | Team Sistecrédito                      | + 0 s           |
| 8.º | César David Guavita | Colombia Potencia de la Vida-Strongman | + 0 s           |
| 9.º | Harold Martín López | Astana Qazaqstan Team                  | + 23 s          |
| 10.º | Brandon Rivera      | Colombia                               | + 23 s          |

| \| Clasificación general \| Clasificación general \| Clasificación general \| Clasificación general \| Clasificación general \| \| Ciclista \| Ciclista \| Equipo \| Tiempo \| \| \| --------------------- \| --------------------- \| -------------------------------------- \| --------------------- \| --------------------- \| \| 1.º \| Harold Tejada \| Astana Qazaqstan Team \| 7 h 13 min 35 s \| \| \| 2.º \| Óscar Sevilla \| Team Medellín \| + 1 s \| \| \| 3.º \| Andrea Piccolo \| EF Education-EasyPost \| + 5 s \| \| \| 4.º \| Rodrigo Contreras \| NU Colombia \| + 11 s \| \| \| 5.º \| César David Guavita \| Colombia Potencia de la Vida-Strongman \| + 11 s \| \| \| 6.º \| Yeison Reyes \| Team Sistecrédito \| + 11 s \| \| \| 7.º \| Edgar Pinzón \| GW Erco Shimano \| + 11 s \| \| \| 8.º \| Robinson Chalapud \| Team Banco Guayaquil-Bianchi \| + 11 s \| \| \| 9.º \| Javier Jamaica \| Team Medellín \| + 30 s \| \| \| 10.º \| Cristian Camilo Muñoz \| NU Colombia \| + 32 s \| \| |                       |                                        |                 |
| |                       |                                        |                 |
| Fuente: ProCyclingStats |                       |                                        |                 |
| Clasificación general |                       |                                        |                 |
| Ciclista | Ciclista              | Equipo                                 | Tiempo          |
| 1.º | Harold Tejada         | Astana Qazaqstan Team                  | 7 h 13 min 35 s |
| 2.º | Óscar Sevilla         | Team Medellín                          | + 1 s           |
| 3.º | Andrea Piccolo        | EF Education-EasyPost                  | + 5 s           |
| 4.º | Rodrigo Contreras     | NU Colombia                            | + 11 s          |
| 5.º | César David Guavita   | Colombia Potencia de la Vida-Strongman | + 11 s          |
| 6.º | Yeison Reyes          | Team Sistecrédito                      | + 11 s          |
| 7.º | Edgar Pinzón          | GW Erco Shimano                        | + 11 s          |
| 8.º | Robinson Chalapud     | Team Banco Guayaquil-Bianchi           | + 11 s          |
| 9.º | Javier Jamaica        | Team Medellín                          | + 30 s          |
| 10.º | Cristian Camilo Muñoz | NU Colombia                            | + 32 s          |

### 3.ª etapa
| Tunja - Tunja | etapa escarpada | (141,9 km) |

| \| Clasificación de la etapa \| Clasificación de la etapa \| Clasificación de la etapa \| Clasificación de la etapa \| Clasificación de la etapa \| \| Ciclista \| Ciclista \| Equipo \| Tiempo \| \| \| ------------------------- \| ------------------------- \| -------------------------- \| ------------------------- \| ------------------------- \| \| 1.º \| Alejandro Osorio \| GW Erco Shimano \| 3 h 20 min 18 s \| \| \| 2.º \| Rodrigo Contreras \| NU Colombia \| + 0 s \| \| \| 3.º \| Rigoberto Urán \| EF Education-EasyPost \| + 1 s \| \| \| 4.º \| Jonathan Caicedo \| Petrolike \| + 1 s \| \| \| 5.º \| Egan Bernal \| Colombia \| + 1 s \| \| \| 6.º \| Iván Ramiro Sosa \| Movistar Team \| + 1 s \| \| \| 7.º \| Adrián Bustamante \| GW Erco Shimano \| + 1 s \| \| \| 8.º \| Edgar Cadena \| Petrolike \| + 1 s \| \| \| 9.º \| Niccolò Bonifazio \| Team Corratec-Vini Fantini \| + 11 s \| \| \| 10.º \| Richard Carapaz \| EF Education-EasyPost \| + 11 s \| \| |                   |                            |                 |
| |                   |                            |                 |
| Fuente: ProCyclingStats |                   |                            |                 |
| Clasificación de la etapa |                   |                            |                 |
| Ciclista | Ciclista          | Equipo                     | Tiempo          |
| 1.º | Alejandro Osorio  | GW Erco Shimano            | 3 h 20 min 18 s |
| 2.º | Rodrigo Contreras | NU Colombia                | + 0 s           |
| 3.º | Rigoberto Urán    | EF Education-EasyPost      | + 1 s           |
| 4.º | Jonathan Caicedo  | Petrolike                  | + 1 s           |
| 5.º | Egan Bernal       | Colombia                   | + 1 s           |
| 6.º | Iván Ramiro Sosa  | Movistar Team              | + 1 s           |
| 7.º | Adrián Bustamante | GW Erco Shimano            | + 1 s           |
| 8.º | Edgar Cadena      | Petrolike                  | + 1 s           |
| 9.º | Niccolò Bonifazio | Team Corratec-Vini Fantini | + 11 s          |
| 10.º | Richard Carapaz   | EF Education-EasyPost      | + 11 s          |

| \| Clasificación general \| Clasificación general \| Clasificación general \| Clasificación general \| Clasificación general \| \| Ciclista \| Ciclista \| Equipo \| Tiempo \| \| \| --------------------- \| --------------------- \| -------------------------------------- \| --------------------- \| --------------------- \| \| 1.º \| Rodrigo Contreras \| NU Colombia \| 10 h 33 min 58 s \| \| \| 2.º \| Harold Tejada \| Astana Qazaqstan Team \| + 6 s \| \| \| 3.º \| Óscar Sevilla \| Team Medellín \| + 7 s \| \| \| 4.º \| Andrea Piccolo \| EF Education-EasyPost \| + 11 s \| \| \| 5.º \| César David Guavita \| Colombia Potencia de la Vida-Strongman \| + 17 s \| \| \| 6.º \| Yeison Reyes \| Team Sistecrédito \| + 17 s \| \| \| 7.º \| Edgar Pinzón \| GW Erco Shimano \| + 17 s \| \| \| 8.º \| Robinson Chalapud \| Team Banco Guayaquil-Bianchi \| + 17 s \| \| \| 9.º \| Alejandro Osorio \| GW Erco Shimano \| + 19 s \| \| \| 10.º \| Rigoberto Urán \| EF Education-EasyPost \| + 26 s \| \| |                     |                                        |                  |
| |                     |                                        |                  |
| Fuente: ProCyclingStats |                     |                                        |                  |
| Clasificación general |                     |                                        |                  |
| Ciclista | Ciclista            | Equipo                                 | Tiempo           |
| 1.º | Rodrigo Contreras   | NU Colombia                            | 10 h 33 min 58 s |
| 2.º | Harold Tejada       | Astana Qazaqstan Team                  | + 6 s            |
| 3.º | Óscar Sevilla       | Team Medellín                          | + 7 s            |
| 4.º | Andrea Piccolo      | EF Education-EasyPost                  | + 11 s           |
| 5.º | César David Guavita | Colombia Potencia de la Vida-Strongman | + 17 s           |
| 6.º | Yeison Reyes        | Team Sistecrédito                      | + 17 s           |
| 7.º | Edgar Pinzón        | GW Erco Shimano                        | + 17 s           |
| 8.º | Robinson Chalapud   | Team Banco Guayaquil-Bianchi           | + 17 s           |
| 9.º | Alejandro Osorio    | GW Erco Shimano                        | + 19 s           |
| 10.º | Rigoberto Urán      | EF Education-EasyPost                  | + 26 s           |

### 4.ª etapa
| Paipa - Zipaquirá | etapa llana | (181,8 km) |

| \| Clasificación de la etapa \| Clasificación de la etapa \| Clasificación de la etapa \| Clasificación de la etapa \| Clasificación de la etapa \| \| Ciclista \| Ciclista \| Equipo \| Tiempo \| \| \| ------------------------- \| ------------------------- \| -------------------------------------- \| ------------------------- \| ------------------------- \| \| 1.º \| Mark Cavendish \| Astana Qazaqstan Team \| 4 h 03 min 34 s \| \| \| 2.º \| Fernando Gaviria \| Movistar Team \| + 0 s \| \| \| 3.º \| Nelson Soto Martínez \| Petrolike \| + 0 s \| \| \| 4.º \| Cees Bol \| Astana Qazaqstan Team \| + 0 s \| \| \| 5.º \| Jhonatan Restrepo \| Colombia \| + 0 s \| \| \| 6.º \| Niccolò Bonifazio \| Team Corratec-Vini Fantini \| + 0 s \| \| \| 7.º \| Norman Vahtra \| Estonia \| + 0 s \| \| \| 8.º \| Davide Persico \| Bingoal WB \| + 0 s \| \| \| 9.º \| Jhojan García \| Colombia Potencia de la Vida-Strongman \| + 0 s \| \| \| 10.º \| Andrea Piccolo \| EF Education-EasyPost \| + 0 s \| \| |                      |                                        |                 |
| |                      |                                        |                 |
| Fuente: ProCyclingStats |                      |                                        |                 |
| Clasificación de la etapa |                      |                                        |                 |
| Ciclista | Ciclista             | Equipo                                 | Tiempo          |
| 1.º | Mark Cavendish       | Astana Qazaqstan Team                  | 4 h 03 min 34 s |
| 2.º | Fernando Gaviria     | Movistar Team                          | + 0 s           |
| 3.º | Nelson Soto Martínez | Petrolike                              | + 0 s           |
| 4.º | Cees Bol             | Astana Qazaqstan Team                  | + 0 s           |
| 5.º | Jhonatan Restrepo    | Colombia                               | + 0 s           |
| 6.º | Niccolò Bonifazio    | Team Corratec-Vini Fantini             | + 0 s           |
| 7.º | Norman Vahtra        | Estonia                                | + 0 s           |
| 8.º | Davide Persico       | Bingoal WB                             | + 0 s           |
| 9.º | Jhojan García        | Colombia Potencia de la Vida-Strongman | + 0 s           |
| 10.º | Andrea Piccolo       | EF Education-EasyPost                  | + 0 s           |

| \| Clasificación general \| Clasificación general \| Clasificación general \| Clasificación general \| Clasificación general \| \| Ciclista \| Ciclista \| Equipo \| Tiempo \| \| \| --------------------- \| --------------------- \| -------------------------------------- \| --------------------- \| --------------------- \| \| 1.º \| Rodrigo Contreras \| NU Colombia \| 14 h 37 min 32 s \| \| \| 2.º \| Harold Tejada \| Astana Qazaqstan Team \| + 4 s \| \| \| 3.º \| Andrea Piccolo \| EF Education-EasyPost \| + 11 s \| \| \| 4.º \| César David Guavita \| Colombia Potencia de la Vida-Strongman \| + 17 s \| \| \| 5.º \| Yeison Reyes \| Team Sistecrédito \| + 17 s \| \| \| 6.º \| Edgar Pinzón \| GW Erco Shimano \| + 17 s \| \| \| 7.º \| Robinson Chalapud \| Team Banco Guayaquil-Bianchi \| + 17 s \| \| \| 8.º \| Alejandro Osorio \| GW Erco Shimano \| + 19 s \| \| \| 9.º \| Rigoberto Urán \| EF Education-EasyPost \| + 26 s \| \| \| 10.º \| Jonathan Caicedo \| Petrolike \| + 30 s \| \| |                     |                                        |                  |
| |                     |                                        |                  |
| Fuente: ProCyclingStats |                     |                                        |                  |
| Clasificación general |                     |                                        |                  |
| Ciclista | Ciclista            | Equipo                                 | Tiempo           |
| 1.º | Rodrigo Contreras   | NU Colombia                            | 14 h 37 min 32 s |
| 2.º | Harold Tejada       | Astana Qazaqstan Team                  | + 4 s            |
| 3.º | Andrea Piccolo      | EF Education-EasyPost                  | + 11 s           |
| 4.º | César David Guavita | Colombia Potencia de la Vida-Strongman | + 17 s           |
| 5.º | Yeison Reyes        | Team Sistecrédito                      | + 17 s           |
| 6.º | Edgar Pinzón        | GW Erco Shimano                        | + 17 s           |
| 7.º | Robinson Chalapud   | Team Banco Guayaquil-Bianchi           | + 17 s           |
| 8.º | Alejandro Osorio    | GW Erco Shimano                        | + 19 s           |
| 9.º | Rigoberto Urán      | EF Education-EasyPost                  | + 26 s           |
| 10.º | Jonathan Caicedo    | Petrolike                              | + 30 s           |

### 5.ª etapa
| Cota - Alto del Vino | etapa de media montaña | (138,3 km) |

| \| Clasificación de la etapa \| Clasificación de la etapa \| Clasificación de la etapa \| Clasificación de la etapa \| Clasificación de la etapa \| \| Ciclista \| Ciclista \| Equipo \| Tiempo \| \| \| ------------------------- \| ------------------------- \| ------------------------- \| ------------------------- \| ------------------------- \| \| 1.º \| Richard Carapaz \| EF Education-EasyPost \| 3 h 34 min 19 s \| \| \| 2.º \| Jonathan Caicedo \| Petrolike \| + 13 s \| \| \| 3.º \| Rodrigo Contreras \| NU Colombia \| + 17 s \| \| \| 4.º \| Egan Bernal \| Colombia \| + 33 s \| \| \| 5.º \| Rigoberto Urán \| EF Education-EasyPost \| + 35 s \| \| \| 6.º \| Iván Ramiro Sosa \| Movistar Team \| + 37 s \| \| \| 7.º \| Esteban Chaves \| EF Education-EasyPost \| + 1 min 02 s \| \| \| 8.º \| Daniel Méndez \| NU Colombia \| + 1 min 25 s \| \| \| 9.º \| Harold Tejada \| Astana Qazaqstan Team \| + 1 min 36 s \| \| \| 10.º \| José Ramon Muñiz \| Petrolike \| + 1 min 54 s \| \| |                   |                       |                 |
| |                   |                       |                 |
| Fuente: ProCyclingStats |                   |                       |                 |
| Clasificación de la etapa |                   |                       |                 |
| Ciclista | Ciclista          | Equipo                | Tiempo          |
| 1.º | Richard Carapaz   | EF Education-EasyPost | 3 h 34 min 19 s |
| 2.º | Jonathan Caicedo  | Petrolike             | + 13 s          |
| 3.º | Rodrigo Contreras | NU Colombia           | + 17 s          |
| 4.º | Egan Bernal       | Colombia              | + 33 s          |
| 5.º | Rigoberto Urán    | EF Education-EasyPost | + 35 s          |
| 6.º | Iván Ramiro Sosa  | Movistar Team         | + 37 s          |
| 7.º | Esteban Chaves    | EF Education-EasyPost | + 1 min 02 s    |
| 8.º | Daniel Méndez     | NU Colombia           | + 1 min 25 s    |
| 9.º | Harold Tejada     | Astana Qazaqstan Team | + 1 min 36 s    |
| 10.º | José Ramon Muñiz  | Petrolike             | + 1 min 54 s    |

| \| Clasificación general \| Clasificación general \| Clasificación general \| Clasificación general \| Clasificación general \| \| Ciclista \| Ciclista \| Equipo \| Tiempo \| \| \| --------------------- \| --------------------- \| --------------------- \| --------------------- \| --------------------- \| \| 1.º \| Rodrigo Contreras \| NU Colombia \| 18 h 12 min 04 s \| \| \| 2.º \| Richard Carapaz \| EF Education-EasyPost \| + 17 s \| \| \| 3.º \| Jonathan Caicedo \| Petrolike \| + 24 s \| \| \| 4.º \| Rigoberto Urán \| EF Education-EasyPost \| + 48 s \| \| \| 5.º \| Egan Bernal \| Colombia \| + 50 s \| \| \| 6.º \| Harold Tejada \| Astana Qazaqstan Team \| + 1 min 27 s \| \| \| 7.º \| Esteban Chaves \| EF Education-EasyPost \| + 1 min 29 s \| \| \| 8.º \| Iván Ramiro Sosa \| Movistar Team \| + 1 min 31 s \| \| \| 9.º \| Daniel Méndez \| NU Colombia \| + 1 min 52 s \| \| \| 10.º \| José Ramon Muñiz \| Petrolike \| + 2 min 36 s \| \| |                   |                       |                  |
| |                   |                       |                  |
| Fuente: ProCyclingStats |                   |                       |                  |
| Clasificación general |                   |                       |                  |
| Ciclista | Ciclista          | Equipo                | Tiempo           |
| 1.º | Rodrigo Contreras | NU Colombia           | 18 h 12 min 04 s |
| 2.º | Richard Carapaz   | EF Education-EasyPost | + 17 s           |
| 3.º | Jonathan Caicedo  | Petrolike             | + 24 s           |
| 4.º | Rigoberto Urán    | EF Education-EasyPost | + 48 s           |
| 5.º | Egan Bernal       | Colombia              | + 50 s           |
| 6.º | Harold Tejada     | Astana Qazaqstan Team | + 1 min 27 s     |
| 7.º | Esteban Chaves    | EF Education-EasyPost | + 1 min 29 s     |
| 8.º | Iván Ramiro Sosa  | Movistar Team         | + 1 min 31 s     |
| 9.º | Daniel Méndez     | NU Colombia           | + 1 min 52 s     |
| 10.º | José Ramon Muñiz  | Petrolike             | + 2 min 36 s     |

### 6.ª etapa
| Sopó - Bogotá | etapa escarpada | (138,7 km) |

| \| Clasificación de la etapa \| Clasificación de la etapa \| Clasificación de la etapa \| Clasificación de la etapa \| Clasificación de la etapa \| \| Ciclista \| Ciclista \| Equipo \| Tiempo \| \| \| ------------------------- \| ------------------------- \| -------------------------- \| ------------------------- \| ------------------------- \| \| 1.º \| Jhonatan Restrepo \| Colombia \| 3 h 06 min 24 s \| \| \| 2.º \| Richard Carapaz \| EF Education-EasyPost \| + 0 s \| \| \| 3.º \| Alejandro Osorio \| GW Erco Shimano \| + 0 s \| \| \| 4.º \| Jonathan Caicedo \| Petrolike \| + 0 s \| \| \| 5.º \| Harold Tejada \| Astana Qazaqstan Team \| + 0 s \| \| \| 6.º \| Harold Martín López \| Astana Qazaqstan Team \| + 0 s \| \| \| 7.º \| Yeison Reyes \| Team Sistecrédito \| + 0 s \| \| \| 8.º \| Rodrigo Contreras \| NU Colombia \| + 0 s \| \| \| 9.º \| Rigoberto Urán \| EF Education-EasyPost \| + 0 s \| \| \| 10.º \| Giulio Masotto \| Team Corratec-Vini Fantini \| + 0 s \| \| |                     |                            |                 |
| |                     |                            |                 |
| Fuente: ProCyclingStats |                     |                            |                 |
| Clasificación de la etapa |                     |                            |                 |
| Ciclista | Ciclista            | Equipo                     | Tiempo          |
| 1.º | Jhonatan Restrepo   | Colombia                   | 3 h 06 min 24 s |
| 2.º | Richard Carapaz     | EF Education-EasyPost      | + 0 s           |
| 3.º | Alejandro Osorio    | GW Erco Shimano            | + 0 s           |
| 4.º | Jonathan Caicedo    | Petrolike                  | + 0 s           |
| 5.º | Harold Tejada       | Astana Qazaqstan Team      | + 0 s           |
| 6.º | Harold Martín López | Astana Qazaqstan Team      | + 0 s           |
| 7.º | Yeison Reyes        | Team Sistecrédito          | + 0 s           |
| 8.º | Rodrigo Contreras   | NU Colombia                | + 0 s           |
| 9.º | Rigoberto Urán      | EF Education-EasyPost      | + 0 s           |
| 10.º | Giulio Masotto      | Team Corratec-Vini Fantini | + 0 s           |

## Clasificaciones finales
- Las clasificaciones finalizaron de la siguiente forma:[12]

### Clasificación general
| \| Clasificación general \| Clasificación general \| Clasificación general \| Clasificación general \| Clasificación general \| \| Ciclista \| Ciclista \| Equipo \| Tiempo \| \| \| --------------------- \| --------------------- \| --------------------- \| --------------------- \| --------------------- \| \| 1.º \| Rodrigo Contreras \| NU Colombia \| 21 h 18 min 26 s \| \| \| 2.º \| Richard Carapaz \| EF Education-EasyPost \| + 6 s \| \| \| 3.º \| Jonathan Caicedo \| Petrolike \| + 26 s \| \| \| 4.º \| Rigoberto Urán \| EF Education-EasyPost \| + 50 s \| \| \| 5.º \| Egan Bernal \| Colombia \| + 1 min 01 s \| \| \| 6.º \| Harold Tejada \| Astana Qazaqstan Team \| + 1 min 26 s \| \| \| 7.º \| Iván Ramiro Sosa \| Movistar Team \| + 1 min 33 s \| \| \| 8.º \| Esteban Chaves \| EF Education-EasyPost \| + 1 min 46 s \| \| \| 9.º \| Daniel Méndez \| NU Colombia \| + 1 min 54 s \| \| \| 10.º \| Yeison Reyes \| Team Sistecrédito \| + 2 min 52 s \| \| |                   |                       |                  |
| |                   |                       |                  |
| Fuente: ProCyclingStats |                   |                       |                  |
| Clasificación general |                   |                       |                  |
| Ciclista | Ciclista          | Equipo                | Tiempo           |
| 1.º | Rodrigo Contreras | NU Colombia           | 21 h 18 min 26 s |
| 2.º | Richard Carapaz   | EF Education-EasyPost | + 6 s            |
| 3.º | Jonathan Caicedo  | Petrolike             | + 26 s           |
| 4.º | Rigoberto Urán    | EF Education-EasyPost | + 50 s           |
| 5.º | Egan Bernal       | Colombia              | + 1 min 01 s     |
| 6.º | Harold Tejada     | Astana Qazaqstan Team | + 1 min 26 s     |
| 7.º | Iván Ramiro Sosa  | Movistar Team         | + 1 min 33 s     |
| 8.º | Esteban Chaves    | EF Education-EasyPost | + 1 min 46 s     |
| 9.º | Daniel Méndez     | NU Colombia           | + 1 min 54 s     |
| 10.º | Yeison Reyes      | Team Sistecrédito     | + 2 min 52 s     |

### Clasificación de la montaña
| Clasificación de la montaña | Clasificación de la montaña | Clasificación de la montaña  | Clasificación de la montaña | Clasificación de la montaña |
| Ciclista                    | Ciclista                    | Equipo                       | Puntos                      |                             |
| --------------------------- | --------------------------- | ---------------------------- | --------------------------- | --------------------------- |
| 1.º                         | Richard Carapaz             | EF Education-EasyPost        | 15 pts                      |                             |
| 2.º                         | Jonathan Caicedo            | Petrolike                    | 13 pts                      |                             |
| 3.º                         | Rodrigo Contreras           | NU Colombia                  | 12 pts                      |                             |
| 4.º                         | Egan Bernal                 | Colombia                     | 8 pts                       |                             |
| 5.º                         | Yeison Reyes                | Team Sistecrédito            | 7 pts                       |                             |
| 6.º                         | Rigoberto Urán              | EF Education-EasyPost        | 6 pts                       |                             |
| 7.º                         | Daniel Méndez               | NU Colombia                  | 5 pts                       |                             |
| 8.º                         | Iván Ramiro Sosa            | Movistar Team                | 4 pts                       |                             |
| 9.º                         | Danny Osorio                | Orgullo Paisa                | 3 pts                       |                             |
| 10.º                        | Wilson Haro                 | Team Banco Guayaquil-Bianchi | 3 pts                       |                             |

### Clasificación de los puntos
| Clasificación por puntos | Clasificación por puntos | Clasificación por puntos | Clasificación por puntos | Clasificación por puntos |
| Ciclista                 | Ciclista                 | Equipo                   | Puntos                   |                          |
| ------------------------ | ------------------------ | ------------------------ | ------------------------ | ------------------------ |
| 1.º                      | Richard Carapaz          | EF Education-EasyPost    | 36 pts                   |                          |
| 2.º                      | Rodrigo Contreras        | NU Colombia              | 36 pts                   |                          |
| 3.º                      | Harold Tejada            | Astana Qazaqstan Team    | 31 pts                   |                          |
| 4.º                      | Jhonatan Restrepo        | Colombia                 | 29 pts                   |                          |
| 5.º                      | Jonathan Caicedo         | Petrolike                | 28 pts                   |                          |
| 6.º                      | Fernando Gaviria         | Movistar Team            | 27 pts                   |                          |
| 7.º                      | Alejandro Osorio         | GW Erco Shimano          | 25 pts                   |                          |
| 8.º                      | Mark Cavendish           | Astana Qazaqstan Team    | 25 pts                   |                          |
| 9.º                      | David Santiago Gómez     | Team Sistecrédito        | 23 pts                   |                          |
| 10.º                     | Rigoberto Urán           | EF Education-EasyPost    | 20 pts                   |                          |

### Clasificación de los jóvenes
| Clasificación del mejor joven | Clasificación del mejor joven | Clasificación del mejor joven          | Clasificación del mejor joven | Clasificación del mejor joven |
| Ciclista                      | Ciclista                      | Equipo                                 | Tiempo                        |                               |
| ----------------------------- | ----------------------------- | -------------------------------------- | ----------------------------- | ----------------------------- |
| 1.º                           | José Ramon Muñiz              | Petrolike                              | 21 h 25 min 22 s              |                               |
| 2.º                           | Brandon Rojas                 | GW Erco Shimano                        | + 59 s                        |                               |
| 3.º                           | Diego Pescador                | GW Erco Shimano                        | + 4 min 48 s                  |                               |
| 4.º                           | César David Guavita           | Colombia Potencia de la Vida-Strongman | + 18 min 41 s                 |                               |
| 5.º                           | Hugo Rodriguez                | Colombia                               | + 31 min 11 s                 |                               |
| 6.º                           | Freddy Ávila                  | Colombia Potencia de la Vida-Strongman | + 34 min 01 s                 |                               |
| 7.º                           | Cesar Paulo Pantoja           | Orgullo Paisa                          | + 35 min 16 s                 |                               |
| 8.º                           | Michiel Lambrecht             | Bingoal WB Devo Team                   | + 35 min 30 s                 |                               |
| 9.º                           | Iván Arturo Ojeda             | Colombia Potencia de la Vida-Strongman | + 37 min 41 s                 |                               |
| 10.º                          | Franklin Revelo               | Team Saitel                            | + 42 min 06 s                 |                               |

### Clasificación de los sprints (metas volantes)
| Clasificación de las metas volantes | Clasificación de las metas volantes | Clasificación de las metas volantes | Clasificación de las metas volantes | Clasificación de las metas volantes |
| Ciclista                            | Ciclista                            | Equipo                              | Puntos                              |                                     |
| ----------------------------------- | ----------------------------------- | ----------------------------------- | ----------------------------------- | ----------------------------------- |
| 1.º                                 | David Santiago Gómez                | Team Sistecrédito                   | 23 pts                              |                                     |
| 2.º                                 | Richard Carapaz                     | EF Education-EasyPost               | 7 pts                               |                                     |
| 3.º                                 | Bernardo Suaza                      | Petrolike                           | 7 pts                               |                                     |
| 4.º                                 | Alexéi Lutsenko                     | Astana Qazaqstan Team               | 6 pts                               |                                     |
| 5.º                                 | Lauro Chaman                        | Swift Carbon Pro Cycling Brasil     | 6 pts                               |                                     |
| 6.º                                 | Harold Tejada                       | Astana Qazaqstan Team               | 6 pts                               |                                     |
| 7.º                                 | Javier Jamaica                      | Team Medellín                       | 4 pts                               |                                     |
| 8.º                                 | Wilson Haro                         | Team Banco Guayaquil-Bianchi        | 4 pts                               |                                     |
| 9.º                                 | Rait Ärm                            | Estonia                             | 4 pts                               |                                     |
| 10.º                                | Brandon Rojas                       | GW Erco Shimano                     | 3 pts                               |                                     |

### Clasificación por equipos
| Clasificación por equipos | Clasificación por equipos              | Clasificación por equipos | Clasificación por equipos |
| Equipo                    | Equipo                                 | Tiempo                    |                           |
| ------------------------- | -------------------------------------- | ------------------------- | ------------------------- |
| 1.º                       | EF Education-EasyPost                  | 63 h 58 min 04 s          |                           |
| 2.º                       | NU Colombia                            | + 4 min 53 s              |                           |
| 3.º                       | Colombia                               | + 14 min 16 s             |                           |
| 4.º                       | Petrolike                              | + 15 min 58 s             |                           |
| 5.º                       | Astana Qazaqstan Team                  | + 16 min 59 s             |                           |
| 6.º                       | Team Sistecrédito                      | + 20 min 08 s             |                           |
| 7.º                       | GW Erco Shimano                        | + 21 min 19 s             |                           |
| 8.º                       | Movistar Team                          | + 22 min 48 s             |                           |
| 9.º                       | Medellín-EPM                           | + 47 min 46 s             |                           |
| 10.º                      | Colombia Potencia de la Vida-Strongman | + 1 h 04 min 06 s         |                           |

## Evolución de las clasificaciones
| Etapa                   |                         | Ganador _         | Clasificación general | Puntos            | Montaña         | Jóvenes             | Metas volantes       | Equipo                |
| ----------------------- | ----------------------- | ----------------- | --------------------- | ----------------- | --------------- | ------------------- | -------------------- | --------------------- |
| 1.ª etapa               | etapa llana             | Fernando Gaviria  | Fernando Gaviria      | Fernando Gaviria  | no otorgado     | José Ramon Muñiz    | David Santiago Gómez | Movistar Team         |
| 2.ª etapa               | etapa escarpada         | Harold Tejada     | Harold Tejada         | Andrea Piccolo    | Yeison Reyes    | César David Guavita | David Santiago Gómez | Astana Qazaqstan Team |
| 3.ª etapa               | etapa escarpada         | Alejandro Osorio  | Rodrigo Contreras     | Rodrigo Contreras | Yeison Reyes    | César David Guavita | David Santiago Gómez | GW Erco Shimano       |
| 4.ª etapa               | etapa llana             | Mark Cavendish    | Rodrigo Contreras     | Fernando Gaviria  | Yeison Reyes    | César David Guavita | David Santiago Gómez | GW Erco Shimano       |
| 5.ª etapa               | etapa de media montaña  | Richard Carapaz   | Rodrigo Contreras     | Rodrigo Contreras | Richard Carapaz | José Ramon Muñiz    | David Santiago Gómez | EF Education-EasyPost |
| 6.ª etapa               | etapa escarpada         | Jhonatan Restrepo | Rodrigo Contreras     | Richard Carapaz   | Richard Carapaz | José Ramon Muñiz    | David Santiago Gómez | EF Education-EasyPost |
| Clasificaciones finales | Clasificaciones finales |                   | Rodrigo Contreras     | Richard Carapaz   | Richard Carapaz | José Ramon Muñiz    | David Santiago Gómez | EF Education-EasyPost |

## Ciclistas participantes y posiciones finales
Convenciones:
- AB-N: Abandono en la etapa "N"
- FLT-N: Retiro por arribo fuera del límite de tiempo en la etapa "N"
- NTS-N: No tomó la salida para la etapa "N"
- DES-N: Descalificado o expulsado en la etapa "N"

## UCI World Ranking
El Tour Colombia otorgó puntos para el UCI World Ranking para corredores de los equipos en las categorías UCI WorldTeam, UCI ProTeam y Continental. Las siguientes tablas muestran el baremo de puntuación y los 10 corredores que obtuvieron más puntos:
| Posición              | 1.º | 2.º | 3.º | 4.º | 5.º | 6.º | 7.º | 8.º | 9.º | 10.º | 11.º | 12.º | 13.º-15.º | 16.º-25.º |
| Clasificación general | 125 | 85  | 70  | 60  | 50  | 40  | 35  | 30  | 25  | 20   | 15   | 10   | 5         | 3         |
| Por etapa             | 14  | 5   | 3   |     |     |     |     |     |     |      |      |      |           |           |
| Líder                 | 3   |     |     |     |     |     |     |     |     |      |      |      |           |           |

| Clasificación |                   |                       |         |       |       |       |
| Posición      | Ciclista          | Equipo                | General | Etapa | Líder | Total |
| ------------- | ----------------- | --------------------- | ------- | ----- | ----- | ----- |
| 1.º           | Rodrigo Contreras | NU Colombia           | 125     | 8     | 9     | 142   |
| 2.º           | Richard Carapaz   | EF Education-EasyPost | 85      | 19    | -     | 104   |
| 3.º           | Jonathan Caicedo  | Petrolike             | 70      | 5     | -     | 75    |
| 4.º           | Rigoberto Urán    | EF Education-EasyPost | 60      | 3     | -     | 63    |
| 5.º           | Harold Tejada     | Astana Qazaqstan      | 40      | 14    | 3     | 57    |
| 6.º           | Egan Bernal       | Selección de Colombia | 50      | -     | -     | 50    |
| 7.º           | Iván Ramiro Sosa  | Movistar              | 35      | -     | -     | 35    |
| 8.º           | Esteban Chaves    | EF Education-EasyPost | 30      | -     | -     | 30    |
| 9.º           | Daniel Méndez     | NU Colombia           | 25      | -     | -     | 25    |
| 10.º          | Fernando Gaviria  | Movistar              | -       | 19    | 3     | 22    |